# Il était une fois l'Humanité
Il était une fois l'Humanité,  titre original : Mankind The Story of All of Us, est une série documentaire américaine créée par Hugh Ballantyne et Dan Clifton en 2014.

## Synopsis
Une superproduction en douze volets qui retrace tous les grands événements historiques de l’humanité à travers des impressionnantes scènes de reconstitution, d'images de synthèse et interviews d’historiens de renom.
Diffusé depuis le 26 février 2013 sur la chaîne Planète+ qui a décroché les droits de diffusion en France et depuis le 6 janvier 2014 sur ICI Explora au Canada.

## Épisodes
1. Naissance d'une espèce
2. L'âge du fer
3. Bâtisseurs d'empires
4. Guerriers
5. Invasions Mongoles
6. Survivants
7. Nouveau monde
8. Nouvelles richesses
9. Pionniers
10. Révolutions
11. Progrès
12. Nouvelles frontières